# Amata clementsi
Amata clementsi là một loài bướm đêm thuộc phân họ Arctiinae, họ Erebidae.